# Zapalenie mózgu
Zapalenie mózgu (łac. encephalitis) – zakażenie ośrodkowego układu nerwowego, w którym proces chorobowy obejmuje mózg. Jeśli proces chorobowy toczy się jednocześnie w oponach mózgowia, określa się go jak meningoencephalitis; jeśli zajęty jest rdzeń kręgowy, jako encephalomyelitis. Zapalenie mózgu najczęściej spowodowane jest infekcją wirusową, rzadziej bakteryjną. Przy niedoborze odporności przyczyną zapalenia bywają pierwotniaki oraz grzyby. Na obraz choroby składają się zaburzenia świadomości, gorączka, bóle głowy, nudności i wymioty, senność, bóle mięśni, niedowład połowiczy, niezborność, napady padaczkowe oraz objawy ogniskowe. Może prowadzić do trwałego uszkodzenia mózgu i śmierci.

## Diagnostyka
W płynie mózgowo-rdzeniowym zwykle jest podwyższone stężenie białek i leukocytów. Diagnoza jest często stawiana po wykryciu w tym płynie przeciwciał lub DNA albo RNA, PCRem, specyficznych dla poszczególnych wirusów.

## Etiologia

### Wirusowe zapalenia mózgu
Najistotniejszym czynnikiem etiologicznym zapaleń mózgu są wirusy neurotropowe. Najczęstsze jest opryszczkowe zapalenie mózgu wywołane wirusem opryszczki pospolitej. Zachorowalność to 2 przypadki na milion. Śmiertelność nieleczonych wynosi od 50-75% i większość przeżywających ma długotrwałe upośledzenie motoryczne i fizyczne. W wyniku leczenia śmiertelność spada do 20%. Niektóre inne postaci wirusowych zapaleń mózgu to:
- japońskie zapalenie mózgu
- końskie zapalenie mózgu (wschodnie, zachodnie, wenezuelskie)
- zapalenie mózgu St. Louis
- zapalenie mózgu spowodowane wirusem Zachodniego Nilu
- kalifornijskie zapalenie mózgu
- zapalenie mózgu w przebiegu wścieklizny
- zapalenie mózgu La Crosse
- różyczkowe zapalenie mózgu
- cytomegalowirusowe zapalenie mózgu
- rosyjskie wiosenno-letnie zapalenie mózgu
- zapalenie mózgu doliny Murray
- środkowoeuropejskie kleszczowe zapalenie mózgu
- zapalenia mózgu spowodowane wirusem odry:
  - ostre odrowe zapalenie mózgu
  - przyzakaźne zapalenie mózgu
  - wtrętowe zapalenie mózgu
  - podostre stwardniające zapalenie mózgu

### Bakteryjne zapalenia mózgu
- gruźlicze zapalenie mózgu
- boreliozowe zapalenie mózgu

### Zapalenia mózgu wywołane przez pierwotniaki
- pierwotne amebowe zapalenie mózgu
- ziarniniakowe amebowe zapalenie mózgu

### Zapalenia mózgu wywołane przez grzyby
- kryptokokowe zapalenie mózgu

### Inne zapalenia mózgu
- zapalenie mózgu von Economo
- zapalenie układu limbicznego
- autoimmunologiczne zapalenie mózgu z obecnością przeciwciał przeciwko receptorom NMDA

### Zapalenie wywołane procesemdemielinizacyjnym
- ostre rozsiane zapalenie mózgu i rdzenia

### Najważniejsze postacie zapaleń mózgu występujących w Polsce
| Epidemiczne i endemiczne zapalenia mózgu | Sporadyczne zapalenia mózgu |
| --- | --- |
| - śpiączkowe, czyli nagminne zapalenie mózgu (choroba Economo) - epidemia w 1917, 1927 roku - kleszczowe, czyli wiosenno-letnie zapalenie mózgu (okolice Nysy, Białowieży, Olsztyna) | - przyzakaźne zapalenie mózgu (m.in. odra, rózyczka, grypa) - poszczepienne zapalenie mózgu - zapalenie mózgu wywołane przez enterowirusy (Coxsackie, ECHO) - ostre nekrotyzujące zapalenie mózgu (herpes simplex encephalitis) - wścieklizna - podostre zapalenie istoty białej mózgu - ostra uleczalna ataksja móżdżkowa - toksoplazmoza |

## Leczenie
W przypadku zapalenia wywołanego wirusem opryszczki podaje się leki przeciwwirusowe (m.in. acyklowir). W pozostałych przypadkach podaje się działające przeciwzapalne kortykosterydy oraz stosuje się leczenie objawowe.